# Krzysztof Napiórkowski
Krzysztof Karol Napiórkowski (ur. 27 lipca 1979 w Rzeszowie) – polski wokalista, kompozytor, autor tekstów, producent muzyczny, multiinstrumentalista.

## Życiorys

### Dzieciństwo i edukacja
Krzysztof Napiórkowski urodził się 27 lipca 1979 w Rzeszowie jako drugie z pięciorga dzieci swoich rodziców. Jego ojciec był polonistą, a matka – chemikiem. Ma starszego brata, dwóch młodszych braci oraz młodszą siostrę. Jego kuzynem jest poeta Jacek Napiórkowski.
W dzieciństwie interesował się nie tylko muzyką, ale także programowaniem. W tym czasie rodzice zapisali go na lekcje pianina do jednej ze szkół muzycznych w Rzeszowie. Później zaczął też naukę gry na gitarze.
Naukę kontynuował  w Zespole Szkół Muzycznych im. Karola Szymanowskiego w Rzeszowie (klasa organów prof. Klemensa Gudla)  i równolegle w Zespole Szkół Technicznych im. Eugeniusza Kwiatkowskiego w Rzeszowie (maszyny cyfrowe), a następnie na Uniwersytecie Rzeszowskim, Uniwersytecie Papieskim Jana Pawła II w Krakowie (muzyka kościelna) i Krakowskiej Szkole Jazzu i Muzyki Rozrywkowej (fortepian).

### Nagrody i wyróżnienia
Zdobył kilkadziesiąt nagród na festiwalach twórczości studenckiej m.in. na Studenckim Festiwalu Piosenki w Krakowie (z zespołem Po godzinach). W 2005 r. został laureatem XXXII Ogólnopolskich Spotkaniach Zamkowych „Śpiewajmy Poezję” w Olsztynie, a także zdobył Grand Prix na Ogólnopolskim Przeglądzie Piosenki Poetyckiej w Oleśnie oraz I nagrodę na Ogólnopolskiej Giełdzie Piosenki Poetyckiej Wieczorne nastroje. W 2006 roku został laureatem głównej nagrody na Festiwalu Piosenki Artystycznej Poetycka Dolina w Warszawie, a także Ogólnopolskiego Turystycznego Przeglądu Piosenki Studenckiej Bazuna.

### Kariera
Współpracował m.in. z zespołami Po godzinach, Śrubki, Monodia Polska, a także z Anną Jurksztowicz, Anną Maria Jopek, Dorotą Miśkiewicz, Moniką Lidke, Grzegorzem Turnauem, Wojciech Majewskim, Michałem Jurkiewiczem, Markiem Napiórkowskim, Adamem Strugiem.
W 2008 roku Krzysztof Napiórkowski wydał swoją debiutancką autorską płytę studyjną pt. Introspekcja. Na albumie wystąpili gościnnie m.in. Grzegorz Turnau i Joanna Kondrat. W tym samym roku muzyk uczestniczył w projekcie zatytułowanym Granie Herberta, upamiętniającym rok Zbigniewa Herberta.
Jest autorem muzyki do filmu Prezent (reż. Dominika Długokęcka).
13 marca 2012 roku premierę miała jego trzecia płyta zatytułowana Drugi oddech. Na krążku wystąpili m.in. Michał Jurkiewicz, Kamil Barański, Wojtek Fedkowicz, Jacek Fedkowicz czy Kacper Stolarczyk. Na płycie oprócz tekstów Krzysztofa Napiórkowskiego znajdują się piosenki innych autorów jak Paweł Szydeł, Wojciech Kass.
W 2014 roku ukazał się czwarty album muzyka pt. Ziemie Obiecane zawierająca autorskie piosenki Napiórkowskiego oraz wiersze m.in. Bolesława Leśmiana, Krzysztofa Karaska (utwór Gondwana) i Wojciecha Kassa. Na płycie występują m.in. Dorota Miśkiewicz (w utworze Przychodź do mnie częściej) oraz Marek Napiórkowski.  
Na początku 2015 roku Krzysztof Napiórkowski zaczął nagrywać materiał na swoją nową płytę. Album zatytułowany 10 x Twardowskiukazał się 16 września 2016 roku, znalazło się na nim dziesięć utworów z muzyką Napiórkowskiego oraz tekstami autorstwa Jana Twardowskiego. Na krążku gościnnie zaśpiewali Anna Maria Jopek (w utworze „Nie martw się”) i Adam Strug (w utworze „Druga jesień”). W tym samym roku Krzysztof Napiórkowski pojawił się gościnnie na płycie Wojciecha Majewskiego, gdzie zaśpiewał utwór „Mobile”. Wystąpił też gościnnie na albumie Moniki Lidke, na którym znajdują się dwa utwory wykonane przez duet.
W 2018 r. ukazała się kolejna solowa płyta Krzysztofa Napiórkowskiego Semi electric zawierająca autorskie piosenki oraz utwory do wierszy Dylana Thomasa w przekładach Stanisława Barańczaka. Album Semi electric był nominowany do nagrody muzycznej Fryderyk 2019 w kategorii muzyka poetycka.  
Na przełomie 2018 i 2019 roku w studiu S4 Polskiego Radia im. Jerzego Wasowskiego powstała płyta Napiórkowski / Mickiewicz Sonety Krymskie zawierająca 12 sonetów Adama Mickiewicza z muzyką Krzysztofa Napiórkowskiego. Płyta jest utrzymana w stylu muzyki kameralnej z udziałem muzyków klasycznych m.in. polskiego fagocisty Artura Kasperka. Na płycie wystąpili również Tomasz Żymła, Mateusz Pliniewicz. Album ukazał się w lutym 2020 r. w wydawnictwie Musicom.   
W 2020 r. ukazała się płyta Jestem taka sama Anny Jurksztowicz, której producentem jest Krzysztof Napiórkowski. Na płycie znajdują się kompozycje Krzysztofa Napiórkowskiego oraz Krzesimira Dębskiego do tekstów Jacka Cygana, Michała Zabłockiego, Andrzeja Saramonowicza. W nagraniach wzięli udział m.in. Andrzej Piaseczny (utwór Kochanie, ja nie wiem), Andrzej Seweryn (utwór Kwiaty zła Charlesa Baudelaire), a także Robert Kubiszyn, Paweł Dobrowolski, Maciej Sikała, Marek Napiórkowski, Radzimir Dębski.   

## Dyskografia

### Albumy studyjne solowe
| Tytuł                   | Rok wydania | Wydawca                | Uwagi                                       |
| ----------------------- | ----------- | ---------------------- | ------------------------------------------- |
| Introspekcja            | 2008        | mymusic                |                                             |
| Granie Herberta         | 2008        | 13 muz                 |                                             |
| Drugi oddech            | 2012        | Cytryna / EMI          |                                             |
| Ziemie obiecane         | 2014        | JPS / Warner           |                                             |
| 10 x Twardowski         | 2016        | Universal Music Polska |                                             |
| Semi electric           | 2018        | Universal Music Polska | Fryderyk 2019 – nominacja (muzyka poetycka) |
| Sonety Krymskie         | 2020        | Musicom                |                                             |
| Introspekcja (reedycja) | 2020        | SiMusic                | Zawiera niepublikowane wcześniej utwory     |

### Udział gościnny
| Tytuł               | Artysta                           | Rok wydania | Wydawca                                   | Uwagi                                                                                           |
| ------------------- | --------------------------------- | ----------- | ----------------------------------------- | ----------------------------------------------------------------------------------------------- |
| Śrubki              | Śrubki                            | 2010        | Mystic                                    | autor tekstów                                                                                   |
| Samosie             | Joanna Kondrat                    | 2011        | Moderna / Universal Music Polska          | kompozytor                                                                                      |
| Największe przeboje | Jerzy Filar / Nasza Basia Kochana | 2012        | Jerzy Filar                               | fortepian, piano Fendera                                                                        |
| Gra Mandolina       | Śrubki                            | 2012        | Towarowy Transport Drogowy Adam Konieczny | autor tekstów, śpiew                                                                            |
| Powrót              | Krzysztof Kiljański               | 2013        | Kayax                                     | autor tekstów                                                                                   |
| Nie było lata       | Wojciech Majewski                 | 2015        | MTJ                                       | śpiew                                                                                           |
| Gdyby każdy z nas   | Monika Lidke                      | 2015        | Dot Time Records                          | śpiew                                                                                           |
| Czerwone serce      | Poet's corner                     | 2016        | Agencja Fonograficzna Polskiego Radia     | śpiew, fortepian                                                                                |
| Zlot aniołów        | Poet's corner                     | 2016        | Agencja Fonograficzna Polskiego Radia     | śpiew, fortepian                                                                                |
| Parezana            | Marek Sochacki                    | 2018        | Celt                                      | śpiew                                                                                           |
| Jestem taka sama    | Anna Jurksztowicz                 | 2020        | SiMusic                                   | kompozytor, autor tekstów, śpiew, fortepian, gitara, instrumenty klawiszowe, produkcja muzyczna |

### Single radiowe
| Rok wydania | Tytuł                                        | Album                                     | Wydawca                | Uwagi                                 |
| ----------- | -------------------------------------------- | ----------------------------------------- | ---------------------- | ------------------------------------- |
| 2007        | Kiedy ty wychodzisz                          | Introspekcja                              | mymusic                |                                       |
| 2008        | Na ulicach                                   | Introspekcja                              | mymusic                | duet z Grzegorzem Turnauem            |
| 2011        | Idzie zima                                   | Drugi oddech                              | Cytryna / EMI          |                                       |
| 2012        | Wszystko gdzieś w nas                        | Drugi oddech                              | Cytryna / EMI          |                                       |
| 2012        | Zawirował nagle                              | Drugi oddech                              | Cytryna / EMI          |                                       |
| 2013        | Panie wiotkiej trzciny                       | Drugi oddech                              | Cytryna / EMI          |                                       |
| 2014        | Tango nonsensu                               | Ziemie obiecane                           | JPS / Warner           |                                       |
| 2014        | Przychodź do mnie częściej                   | Ziemie obiecane                           | JPS / Warner           | duet z Dorotą Miśkiewicz              |
| 2015        | Lubię szeptać ci słowa, które nie nie znaczą | Ziemie obiecane                           | JPS / Warner           |                                       |
| 2016        | Powiedzcie to dalej                          | 10 x Twardowski                           | Universal Music Polska | z udziałem Adama Struga               |
| 2016        | Będzie                                       | 10 x Twardowski                           | Universal Music Polska |                                       |
| 2018        | Nie wiemy nic o sobie                        | Semi electric                             | Universal Music Polska |                                       |
| 2018        | Rusz się z domu                              | Semi electric                             | Universal Music Polska |                                       |
| 2019        | Nigdy nie wrócę                              | Semi electric                             | Universal Music Polska |                                       |
| 2020        | Cisza morska                                 | Napiórkowski / Mickiewicz Sonety Krymskie | Musicom                |                                       |
| 2020        | Burza                                        | Napiórkowski / Mickiewicz Sonety Krymskie | Musicom                |                                       |
| 2020        | Swój kawałek nieba                           | Jestem taka sama                          | SiMusic                | gościnnie na płycie Anny Jurksztowicz |

### Kompilacje
| Tytuł                        | Rok wydania | Utwór                 | Wydawca                | Uwagi                                                          |
| ---------------------------- | ----------- | --------------------- | ---------------------- | -------------------------------------------------------------- |
| Miłosne Smaki Warszawy       | 2005        | Wracaliśmy            |                        |                                                                |
| Piosenki nie tylko deszczowe | 2012        | Wszystko gdzieś w nas | Magic Records          |                                                                |
| Uwaga, uwaga!                | 2012        | Wszystko gdzieś w nas | Universal Music Polska | Płyta - cegiełka z okazji 20-lecia Polskiej Akcji Humanitarnej |
| Ballady i niuanse            | 2013        | Wszystko gdzieś w nas | Polskie Nagrania       |                                                                |
| Moja Kraina Łagodności       | 2015        | Jest pięknie          | Cytryna                |                                                                |
| Smooth Jazz Cafe 16          | 2016        | Powiedzcie to dalej   | Magic Records          |                                                                |

### Muzyka filmowa
| Rok premiery | Tytuł   | Reżyseria           | Uwagi             |
| ------------ | ------- | ------------------- | ----------------- |
| 2008         | Prezent | Dominika Długokęcka | muzyka, wykonanie |